# LUPIN ZERO
《LUPIN ZERO》是一部2022年的日本網路動畫，改編自加藤一彦的《鲁邦三世》，該作品預計從2022年12月16日於DMM.com旗下影視平台DMM TV開始播放共6集。

## 製作
該作品於2022年10月24日在《魯邦三世》官方Twitter帳戶上宣布。該故事發生在1960年代的日本，描繪13歲的初中生「魯邦三世」踏上冒險之旅的經過。
2022年12月1日，宣布該作品將在影視平台DMM TV獨家發行。並公開了主視覺圖、第二彈預告、聲優名單等資訊。

## 登場人物
- 參考資料：[4][5][6][7]

| 角色     | 配音員     | 備註         |
| -------- | ---------- | ------------ |
| 魯邦     | 畠中祐     | 年齡13歲。   |
| 次元     | 武内骏辅   | 年齡13歲。   |
| 洋子     | 早見沙織   | 年齡27歲。   |
| 忍       | 行成桃姬   | 年齡29歲。   |
| 魯邦一世 | 安原義人   | 年齡不詳。   |
| 魯邦二世 | 古川登志夫 | 年齡40多歲。 |

## 製作人員名單
- 原作：加藤一彦[4]
- 系列構成、編劇：大河內一樓[4]
- 導演：酒向大輔[4]
- 設定考証：白土晴一[4]
- 角色設計：田口麻美[4]
- 美術監督：清水哲弘、小崎弘貴[4]
- 色彩設計：岡亮子[4]
- 攝影監督：千葉洋之[4]
- 編輯：柳田美和[4]
- 音響監督：丹下雄二[4]
- 音響效果：倉橋裕宗[4]
- 音樂：大友良英[4]
- 動畫製作：電信動畫電影（日语：テレコム・アニメーションフィルム）[4]
- 製作：TMS娛樂[4]

## 主題曲
片頭曲「AFRO "LUPIN'68"」
作曲・編曲 - 山下毅雄 / 編曲 - 大友良英
《魯邦三世》的第2首片頭曲的改編版本。
片尾曲「魯邦三世主題曲 II」
作曲 - 山下毅雄 / 編曲 - 大友良英 / 歌 - 七尾旅人
TV第1期片尾曲改編版。

## 外部連結
- 『LUPIN ZERO』官方網站 （页面存档备份，存于）
- 『LUPIN ZERO』官方網站的X（前Twitter）